# Mangabei de ventre taronja
El mangabei de ventre taronja (Cercocebus chrysogaster) és un mico del Vell Món social que viu als boscos humits i pantanosos situats al sud del riu Congo, a la República Democràtica del Congo. Anteriorment se'l considerava una subespècie del mangabei àgil (C. agilis). Només se n'ha pogut estudiar el comportament en captivitat.